# دانيال كراوس
دانيال كراوس (بالإنجليزية: Daniel Kraus)‏ (7 يونيو 1975، ميدلاند في الولايات المتحدة)؛ كاتب، مخرج أفلام، مونتير وروائي أمريكي.

## روابط خارجية
- دانيال كراوس على موقع IMDb (الإنجليزية)
- دانيال كراوس على موقع أول موفي (الإنجليزية)
- دانيال كراوس على موقع قاعدة بيانات الفيلم (الإنجليزية)
- دانيال كراوس على موقع كينوبويسك (الروسية)